# Christian Vital
Christian Lucien Vital (Hollis, 21 marzo 1997) è un cestista statunitense.

## Statistiche

### NCAA
| Anno      | Squadra       | PG  | PT | MP   | TC%  | 3P%  | TL%  | RP  | AP  | PRP | SP  | PP   |
| --------- | ------------- | --- | -- | ---- | ---- | ---- | ---- | --- | --- | --- | --- | ---- |
| 2016-2017 | UConn Huskies | 31  | 10 | 28,5 | 39,1 | 36,6 | 70,8 | 3,5 | 1,8 | 1,1 | 0,2 | 9,1  |
| 2017-2018 | UConn Huskies | 32  | 23 | 31,7 | 38,3 | 31,8 | 84,6 | 5,4 | 1,7 | 1,6 | 0,0 | 14,9 |
| 2018-2019 | UConn Huskies | 33  | 29 | 30,2 | 45,3 | 40,9 | 81,3 | 5,6 | 2,4 | 1,6 | 0,0 | 14,2 |
| 2019-2020 | UConn Huskies | 31  | 31 | 32,2 | 39,8 | 34,6 | 89,9 | 6,3 | 2,6 | 2,5 | 0,2 | 16,4 |
| Carriera  | Carriera      | 127 | 93 | 30,6 | 40,7 | 35,8 | 83,6 | 5,2 | 2,1 | 1,7 | 0,1 | 13,7 |

### G League
| Anno      | Squadra       | PG | PT | MP   | TC%  | 3P%  | TL%  | RP  | AP  | PRP | SP  | PP   |
| --------- | ------------- | -- | -- | ---- | ---- | ---- | ---- | --- | --- | --- | --- | ---- |
| 2021-2022 | R.G.V. Vipers | 42 | 5  | 21,5 | 38,5 | 33,9 | 78,3 | 3,4 | 3,4 | 1,6 | 0,2 | 13,1 |
| 2022-2023 | Raptors 905   | 14 | 1  | 19,7 | 43,0 | 35,0 | 70,0 | 3,6 | 2,2 | 0,9 | 0,6 | 8,4  |
| 2022-2023 | S.L.C. Stars  | 33 | 13 | 25,1 | 45,3 | 39,0 | 90,7 | 4,5 | 2,9 | 1,0 | 0,3 | 14,6 |
| Carriera  | Carriera      | 89 | 19 | 22,6 | 41,6 | 36,1 | 82,7 | 3,9 | 3,0 | 1,3 | 0,3 | 12,9 |

## Palmarès

### Club
- Coppa di Polonia: 1

Legia Varsavia: 2024
- NBA G League: 1

Rio Grande Valley Vipers: 2022
- Canadian Elite Basketball League: 1

Hamilton Honey Badgers: 2022

### Individuale
- All-PLK Team: 1

Legia Varsavia: 2024
- CEBL Finals MVP: 1

Hamilton Honey Badgers: 2022